# Fest i valen (musikalbum)
Fest i valen är ett musikalbum av den svenska musikgruppen Slagsmålsklubben. Albumet släpptes i endast 15 exemplar i februari 2001 i samband med musikfestivalen Fest i valen i Norrköping, men har även gjorts tillgängligt för nedladdning. Skivan innehåller samtliga låtar, presenterade i kronologisk ordning, som den dåvarande trion gjorde innan Hannes Stenström och övriga medlemmar anslöt sig till gruppen.
Anledningen till släppet har sagts vara för att bli av med låtarna och slippa se dem igen.[källa behövs]

## Låtlista
| Nr  | Titel                                                                         | Längd |
| --- | ----------------------------------------------------------------------------- | ----- |
| 1.  | KKKKK Come On!                                                                | 2:19  |
| 2.  | Fox Goes to Japan in Order to Meet Other Ninja Foxes in the Tribe of Hokkaido | 3:02  |
| 3.  | Hit Me Hard                                                                   | 2:47  |
| 4.  | Synthpopper                                                                   | 2:05  |
| 5.  | Nya krafter                                                                   | 3:24  |
| 6.  | Dagen då medeltiden raserades                                                 | 3:50  |
| 7.  | Australien                                                                    | 2:11  |
| 8.  | Koldolmar                                                                     | 1:39  |
| 9.  | Räven återuppstår                                                             | 1:00  |
| 10. | The Return of the Mutant Kamel                                                | 0:36  |